# Гарден-Сіті (Нью-Йорк)
Гарден-Сіті (англ. Garden City) — селище (англ. village) в США, в окрузі Нассау штату Нью-Йорк. Населення — 23 272 особи (2020).

## Географія
Гарден-Сіті розташований за координатами 40°43′33″ пн. ш. 73°38′43″ зх. д. / 40.72583° пн. ш. 73.64528° зх. д. (40.725756, -73.645398).  За даними Бюро перепису населення США в 2010 році селище мало площу 13,87 км², з яких 13,80 км² — суходіл та 0,06 км² — водойми.

## Демографія
Згідно з переписом 2010 року, у селищі мешкала 22 371 особа в 7366 домогосподарствах у складі 5833 родин. Густота населення становила 1613 осіб/км².  Було 7647 помешкань (551/км²).
Расовий склад населення:
| - 93,0 % — білих - 3,6 % — азіатів - 1,4 % — чорних або афроамериканців - 0,1 % — корінних американців |

До двох чи більше рас належало 1,2 %. Частка іспаномовних становила 4,5 % від усіх жителів.
За віковим діапазоном населення розподілялося таким чином: 26,4 % — особи молодші 18 років, 57,0 % — особи у віці 18—64 років, 16,6 % — особи у віці 65 років та старші. Медіана віку мешканця становила 42,2 року. На 100 осіб жіночої статі у селищі припадало 90,1 чоловіків;  на 100 жінок у віці від 18 років та старших — 85,2 чоловіків також старших 18 років.
Середній дохід на одне домашнє господарство  становив 198 884 долари США (медіана — 153 506), а середній дохід на одну сім'ю — 224 937 доларів (медіана — 176 509). Медіана доходів становила 130 632 долари для чоловіків та 86 412 долари для жінок. За межею бідності перебувало 3,9 % осіб, у тому числі 4,3 % дітей у віці до 18 років та 2,9 % осіб у віці 65 років та старших.
Цивільне працевлаштоване населення становило 10 182 особи. Основні галузі зайнятості: освіта, охорона здоров'я та соціальна допомога — 23,1 %, фінанси, страхування та нерухомість — 20,7 %, науковці, спеціалісти, менеджери — 20,3 %.